# .30-06 JDJ

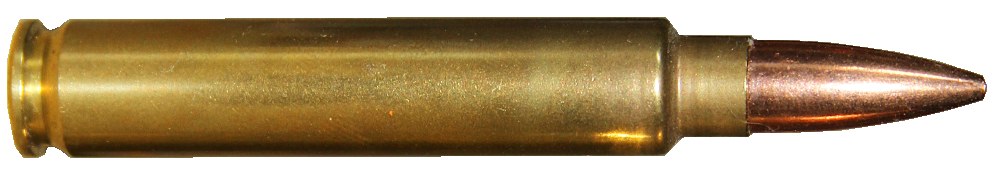
O cartucho .30-06 JDJ.

O .30-06 JDJ é um cartucho de fogo central metálico em formato de "garrafa" com "ombro" acentuado, que foi desenvolvido por J. D. Jones.

## Visão geral
O .30-06 JDJ é um cartucho .30-06 Springfield modificado projetado para ser usado na pistola de tiro único Thompson/Center Arms Contender. A ideia por trás dele é replicar a balística de um .30-06 disparado de um rifle em uma pistola Contender.
Atualmente, o .30-06 JDJ não é oferecido por nenhum fabricante. Estojos e balas para ele podem ser adquiridos de várias empresas para recarga manual.

## Descrição
Comparado ao cartucho original .30-06, o .30-06 JDJ tem um "pescoço" menor e o "ombro" em um ângulo de 60 graus. No entanto, a maior diferença é que o .30-06 JDJ tem o corpo menos cônico que o cartucho original. Isso permite que o .30-06 JDJ tenha capacidade extra de 5 grãos de água (4,875 cm3) em comparação com o .30-06 Springfield, permitindo colocar mais pólvora no cartucho.
Este cartucho consegue replicar em uma pistola a balística de uma bala .30-06 disparada de um rifle. Por exemplo, um cartucho .30-06 JDJ com uma bala de 200 grãos disparada de um Contender personalizado tem uma velocidade de saída de "boca do cano" de 2.504 pés/s (763 m/s), enquanto um cartucho normal .30-06 com bala de 200 grãos e 55 grãos de pólvora tem uma velocidade de 2.558 pés/s (780 m/s).

## Galeria

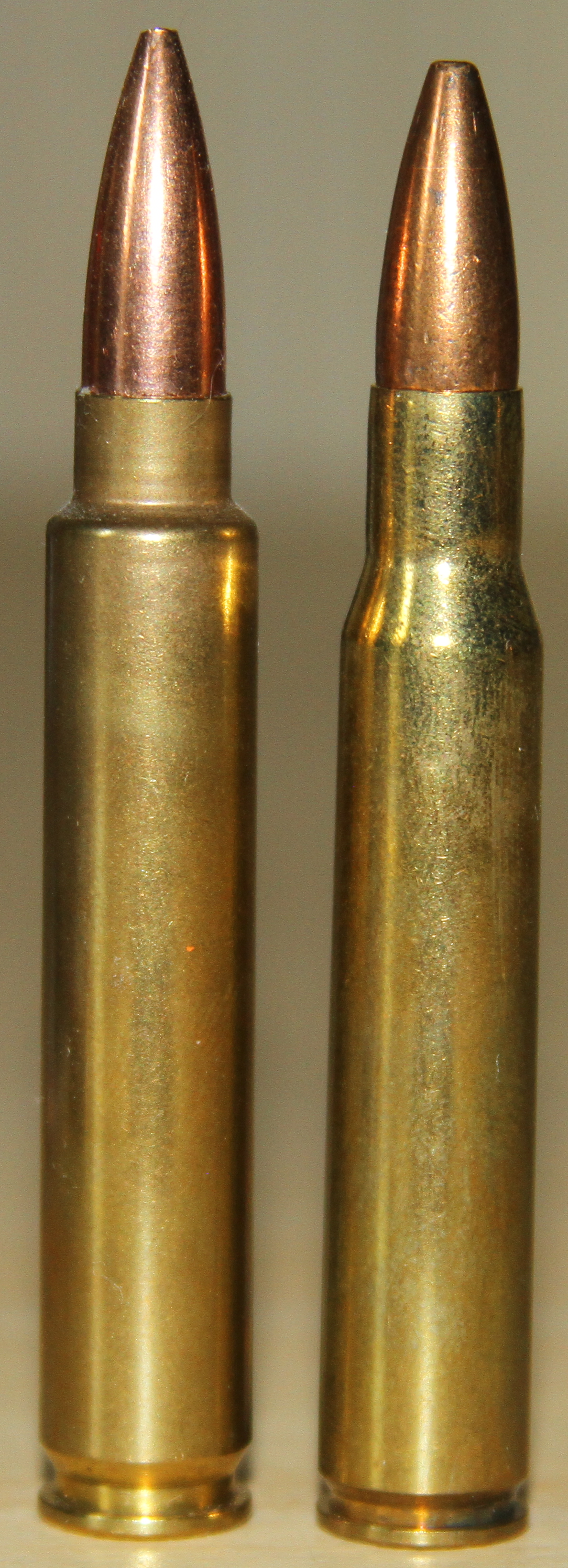
O .30-06 JDJ (esq.) ao lado do cartucho pai, o .30-06 Springfield.
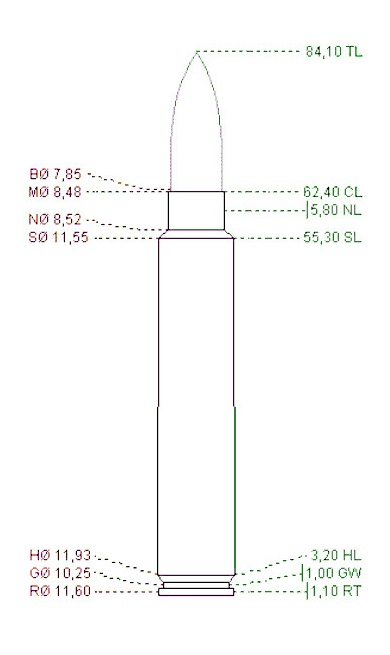
Dimensões do .30-06 JDJ.